# Staurastrum pseudoitanum
Staurastrum pseudoitanum là một loài Song tinh tảo trong họ Desmidiaceae, thuộc chi Staurastrum.